# 東京都交通局7500形電車
東京都交通局7500形電車（とうきょうとこうつうきょく7500がたでんしゃ）は、1962年（昭和37年）に登場した東京都交通局の路面電車（都電）車両。
ここでは、花電車の東京都交通局花100形電車についても記述する。

## 概要
1956年度から1957年度にかけて合計131両が製造された8000形の後、1959年に事業収支が赤字に転落、交通局と首都整備局の間で路線廃止に関する議論が続いていたこともあり、都電では新造車の投入が途絶えていた。
しかし、8000形は耐用年数を10 - 12年程度として構造を徹底的に簡素化・軽量化して設計されたためすぐに老朽化が始まり、その乗り心地についても簡略化した構造の台車が原因で発生するビビリ振動の大きさ故に不評であった。また、一部の路線では廃止の延期や存続の可能性もあったため、このまま同形式を増備することもできなかった。そこで、1962年度に都電として5年ぶりの新車投入が決定され、8000形とは異なる設計コンセプトに従い、以下の20両が製造された。
7500形7501 - 7510
日本車輌製造本店製
7500形7511 - 7520
新潟鐵工所製
なお、7511 - 7520は都電としては最初で最後の新潟鐵工所への発注車である。
形式称号としては既に8000形が存在したが、数字が逆戻りする形となった。これは本形式が性能は7000形に、スタイルは8000形に準ずることから間をとって7500形と命名されたとされる。
これらは1962年12月までに竣工し、20両全車が渋谷駅前をターミナルとする6・9・10系統を担当する青山営業所（青山車庫）へ集中配置された。
翌1963年には都電唯一の狭軌線区であった杉並線の廃止が実施されて経年の浅い同線所属車の改軌・転属が実施され、さらに1967年以降は都の財政再建計画により路線網そのものの廃止が本格化したため、都電の車両新造は本形式20両のあと、1990年の8500形8501まで実に28年に渡って途絶えることとなった。

## 車体
8000形と、その前世代にあたる7000形を折衷した構造の全金属製車体を備える。
基本構造はバスの車体を参考に行き過ぎた工作の簡易化が目立った8000形や2500形ではなく、7000形や2000形に近いオーソドックスな構成とされ、車体の最大寸法は長さ12,520mm、高さ3,550mm、幅2,203.2mmで全長は8000形と同一であるが全幅は6000形以来の都電一般車の標準値(2,210mm)より若干狭い。
側面の窓配置はD(1)4(1)D4（D：客用扉、(1)：戸袋窓、数字：窓数）の左右非対称配置で7000形より8000形に近いレイアウトである。ただし、車体中央付近の客用扉の戸袋窓と反対側に隣接する車掌台の窓幅が他のほとんどの側窓と同じ860mm幅となり、また最後尾の客用窓幅が900mmであるため、車掌台の窓幅を狭くして他の側窓幅を統一した8000形とは異なった印象を与える。
側窓は横引きサッシを備える車掌台と、上下ともHゴム支持の固定窓とした戸袋窓を除く全てが、上段をHゴム支持の固定窓（バス窓）とし、下段を保護棒1本付きで上昇式のアルミサッシとしている。客用扉は運転台に隣接する車端部のものが825mm幅、車体中央のものが920mm幅の片引戸で、ここでも車端部に細長い戸袋窓を置いて連接扉としていた7000形の凝った構成ではなく8000形の簡潔な構成が踏襲されている。
また、妻面も8000形に準じた大型の方向幕を中央の幕板部に取り付け、中央を900mm幅の上段固定・下段上昇式窓、両端をそれぞれ380mm幅の固定窓とした3枚窓構成とされている。ただし、自動車用のシールドビームを用いた前照灯、および同じく自動車用部品を流用した尾灯を組み合わせた灯具を左右の腰板部に振り分けて装着した2灯構成とし、空いた腰板中央部に上方から系統板の抜き差しを可能とした行灯式の系統表示板を設置することで、7000形とも8000形とも異なる新しいデザインとしている。
定員は96名、座席定員は26名で、8000形2次車に準じた値とされている。座席は全てロングシートである。
天井には蛍光灯のほか、扇風機が等間隔に4基設置されているが、暖房装置は設置されていない。
車体塗色は新造時点での都電標準色に近いカナリアイエローに窓下赤帯であるが、基本色の黄色味が強くなっている。

## 主要機器

### 主電動機
端子電圧600V時1時間定格出力60kWの日本車輌製造NE-60Aを各台車の内側軸に吊り掛け式で1基ずつ、合計2基装架する。歯数比は59:14、定格速度は26.5km/hである。

### 制御器
路面電車としては大出力の主電動機を搭載することもあり、間接非自動制御式の日本車輌製造電気部製NCH-602-RUD形を搭載する。

### 台車
7000形初期車に装着された交通局形式D-18と同系の鋳鋼製側枠を備える軸ばね式2軸ボギー台車である、住友金属工業FS80（交通局形式D-23）を装着する。この台車は枕ばねをコイルばねに用い、設計当時の路面電車用としては標準的な構造のスイングハンガー式揺れ枕機構を備える。
軸距は1,400mm、車輪径は660mmである。

### ブレーキ
従来通り、簡潔なSM-3直通ブレーキを搭載する。また空気圧縮機は都電では初のロータリー式が採用された。

### 集電装置
集電装置として都電で標準のビューゲルを1基、屋根上中央に設置する。

## 運用

### 新造から荒川線存続決定まで
前述の通り、本形式は新造当初、全車が青山車庫に配置され、同車庫が担当する6・9・10系統で使用された。
1968年9月29日の9・10系統廃止で青山車庫が閉鎖されると、経年が浅かった7501 - 7510は荒川区の27・32系統（後の荒川線）を担当する荒川車庫へ、7511 - 7520は江東区の柳島車庫へそれぞれ転属した。その後、1972年11月11日に沿線住民の反対を押し切る形で江東地区の路線が全て廃止され、柳島車庫が閉鎖される際に7517・7519を除く8両が荒川車庫へ転属し、18両が荒川車庫に集結した。本来は除外された2両も転属予定であったが、両車両は車庫の閉鎖前に出庫線で追突事故を起こしたため、補修用部品取り車として1972年11月15日付で廃車されている。

### ワンマン対応改造
荒川線の存続決定後、経営合理化のために同線でのワンマン運転実施が決定された。
ワンマン化は1977年10月と1978年4月の2回に分けて段階的に実施されることとなり、この時点で荒川車庫に在籍していた本形式の内7509と7514を除く16両と、7000形31両がワンマン運転対応に改造されることになった。この際、7000形は車齢20年以上で老朽化していたことから車体新造が実施されたが、本形式は車齢16年で経年が浅かったことから既存車体の改造での対応となった。
ワンマン化に伴う本形式の主な改修点は以下の通り。
- バックミラーの追加
- 妻面中央窓の1枚固定窓化
- 側面行先表示器の設置
- 電停ホームの嵩上げに伴うステップの撤去と客用扉の新製交換
- 車端部客用扉付近の床面張り出しの実施
- 窓柱部への降車合図押しボタンの設置
- オートコーダーによる自動案内放送装置の設置
- 暖房装置の設置(300ｗ×8台)
- ブレーキへのバッテリー電源による電磁弁を用いた保安ブレーキ装置の追加
- ビューゲルへの空気式自動起倒反転装置の追加
- 帯色の赤色から青色への変更

なお、これらの改造工事後も回路切り替えによりツーマン運転が可能であった。
この改造工事対象外となった7509・7514については荒川線が完全ワンマン運転化された後の1978年4月27日付で除籍された。7514はそのまま荒川車庫で保存され、7509は車体を解体の上で台車・機器が軌間が同じ都営地下鉄新宿線大島車両検修場の車両移動機に流用された。

### 車体更新
車齢22年を迎えた1984年から1987年にかけて、7502・7504・7508の3両を除く本形式13両に対して都電初となる冷房装置の搭載を伴う車体更新が施工された。
新車体の設計製作はアルナ工機（現・アルナ車両）が担当し、窓配置はD(1)3(1)D3と若干窓幅を拡幅して側窓数を減らしている。
この新車体は7000形の新車体に類似する、角ばったデザインとなったが、旧車体のイメージを踏襲して妻面が3面折妻かつ3枚窓構成となり、前照灯と尾灯も7000形新車体は横並びなのに対し、本形式は縦並びとされた。また、屋根は冷房ダクトを設置したため、旧車体より高くなった。これに合わせて正面行先表示器が大型化され、外部塗装は都バスなどと共通のアイボリー地に黄緑の新色に変更された。
更新直後も集電装置はビューゲルだったが、これは旧車体のものではなく、屋根の高さが変わったのに併せて新調されたものであった。しかし、冷房装置との干渉や離線対策のために比較的早期にパンタグラフに変更された。
更新されなかった3両のうち7502と7508は1986年3月31日付で廃車となった。また、7504は一時期定期運用を離脱し貸切やイベント等で使用され、1995年4月10日からは朝ラッシュ時専用車両の「学園号」として運用されていたが、1998年頃に再度運用から離脱し、2001年12月10日付で廃車された。
この7504はその後整備が行われず座席が撤去されて荒川車庫内で倉庫として使用されていたが、車体の老朽化が激しいものの自走は可能であり、「路面電車の日」のイベント時には公開されることもあった。そして2006年（平成18年）に都職員の手によって修復工事が実施され、同年6月10日の「路面電車の日」の記念イベントで特製の方向幕とともに公開後、翌2007年5月26日より静態保存ではあるが5500形5501とともに荒川車庫内の「都電おもいで広場」で一般公開されるようになった。車内は復元され、都電沿線の切り絵（公開開始時は修復工事の軌跡を写真で綴るポスター）が掲示されている。
更新された13両は、7000形と異なり、車体更新時に車両番号の整理が行われることはなかった。そのため、欠番が生じたままである。
7501は集電装置がシングルアーム・パンタグラフに換装されたが、更新7000形とは異なり、行先表示器のLED式への改修は施工されていない。

### 営業運転の終了
本形式は車齢45年が経過し、かつ老朽化が進行していることから、2008年2月に7506が、同年3月に7507が8800形に置き換えられる形で廃車となった。両車とも特に告知などは行わなかったが、後者は前面と側面、前ドア上の銀杏マークが青く塗られ、マークの中に「おつかれさま」の文字と、前ドア上部の帯の部分に「1962.12.12 - 2008.3.31」という製造日と除籍日が記載されていた。同様の装飾は後述の7515に対しても行われている。その後、同年5月7日の新聞報道にて2011年度までに全車を置き換える計画であることが明らかにされた。
2009年度は4月に7515、6月に7513、7月に7503が、2010年3月に7501・7516・7518の3両がそれぞれ廃車になった。
2010年6月6日から都交通局と南海グループの共同キャンペーンの一環として、7511の塗色が阪堺電気軌道（旧、南海大阪軌道線）の昭和40年代当時の塗色である「濃緑色地に窓周り縁取り及び扉が茶色」の配色に変更された。発表の時には車両の方向幕を「天王寺駅前」「住吉」に変更し、共同PRを行った。この異事業者同士の塗装交換は2009年秋の江ノ島電鉄と京福電気鉄道に次いで2例目である。
2010年度は11月に7505と7510が運用を離脱し、12月には7520が休車になった。最後まで残った7511・7512も2011年3月13日限りで運用を離脱。同日にさよならイベントが行われる予定だったが、東北地方太平洋沖地震（東日本大震災）の影響により中止となり、改めて6月12日に開催された路面電車の日記念イベントで撮影会が実施された。このとき7511が「あびこ道」の行先を掲示した。なお、両車とも2011年3月31日付けで除籍されており、この時点で形式消滅している。
| 車両番号 | 除籍日                             | 製造メーカー | 集電装置                                      | 更新年 | 備考                                                                                         |
| -------- | ---------------------------------- | ------------ | --------------------------------------------- | ------ | -------------------------------------------------------------------------------------------- |
| 7501     | 2010年3月31日                      | 日本車輌製造 | 菱形パンタグラフ→シングルアーム式パンタグラフ | 1986年 | トップナンバー                                                                               |
| 7502     | 1986年3月31日                      | 日本車輌製造 | ビューゲル                                    |        | 大田区の萩中交通公園で静態保存されたが、2006年に撤去。                                       |
| 7503     | 2009年7月1日                       | 日本車輌製造 | 菱形パンタグラフ                              | 1984年 |                                                                                              |
| 7504     | 2001年12月20日                     | 日本車輌製造 | ビューゲル                                    |        | 学園号。都電おもいで広場で静態保存されている。                                               |
| 7505     | 2011年1月31日                      | 日本車輌製造 | 菱形パンタグラフ                              | 1986年 | 2010年11月休車                                                                               |
| 7506     | 2008年1月31日                      | 日本車輌製造 | 菱形パンタグラフ                              | 1986年 | 7500形更新車最初の廃車車両。池之端児童公園で静態保存されている。                             |
| 7507     | 2008年3月31日                      | 日本車輌製造 | 菱形パンタグラフ                              | 1984年 | 前面と側面、前ドア上の銀杏マークが青く塗られ、マークの中に「おつかれさま」と記載されていた。 |
| 7508     | 1986年3月31日                      | 日本車輌製造 | ビューゲル                                    |        | 板橋区の板橋交通公園で静態保存されている。                                                   |
| 7509     | 1978年4月27日                      | 日本車輌製造 | ビューゲル                                    |        |                                                                                              |
| 7510     | 2011年3月7日 （花100形への改造日） | 日本車輌製造 | 菱形パンタグラフ→シングルアーム式パンタグラフ | 1986年 | 2010年11月10日営業運転終了。花電車の花100形花100に改造の上シングルアームパンタ化。           |
| 7511     | 2011年3月31日                      | 新潟鐵工所   | 菱形パンタグラフ                              | 1987年 | 阪堺電車とのPR相互乗り入れとして、阪堺の旧塗色になった。2011年3月13日営業運転終了。          |
| 7512     | 2011年3月31日                      | 新潟鐵工所   | 菱形パンタグラフ                              | 1985年 | 2011年3月13日営業運転終了。 旧車体が国立市で保存されていたが、後に撤去。                     |
| 7513     | 2009年7月1日                       | 新潟鐵工所   | 菱形パンタグラフ                              | 1985年 |                                                                                              |
| 7514     | 1978年4月27日                      | 新潟鐵工所   | ビューゲル                                    |        | 20年ほど荒川車庫で保管された後、小金井市の江戸東京たてもの園で静態保存されている。           |
| 7515     | 2009年4月30日                      | 新潟鐵工所   | 菱形パンタグラフ                              | 1985年 | 「史絵鉄号」。前面の銀杏マークが青く塗られ、マークの中に「おつかれさま」と記載されていた。   |
| 7516     | 2010年3月31日                      | 新潟鐵工所   | 菱形パンタグラフ                              | 1984年 |                                                                                              |
| 7517     | 1972年11月15日                     | 新潟鐵工所   | ビューゲル                                    |        | 柳島車庫で廃車。                                                                             |
| 7518     | 2010年3月31日                      | 新潟鐵工所   | 菱形パンタグラフ                              | 1986年 | 2010年1月休車                                                                                |
| 7519     | 1972年11月15日                     | 新潟鐵工所   | ビューゲル                                    |        | 柳島車庫で廃車。                                                                             |
| 7520     | 2011年1月31日                      | 新潟鐵工所   | 菱形パンタグラフ                              | 1985年 | ラストナンバー                                                                               |

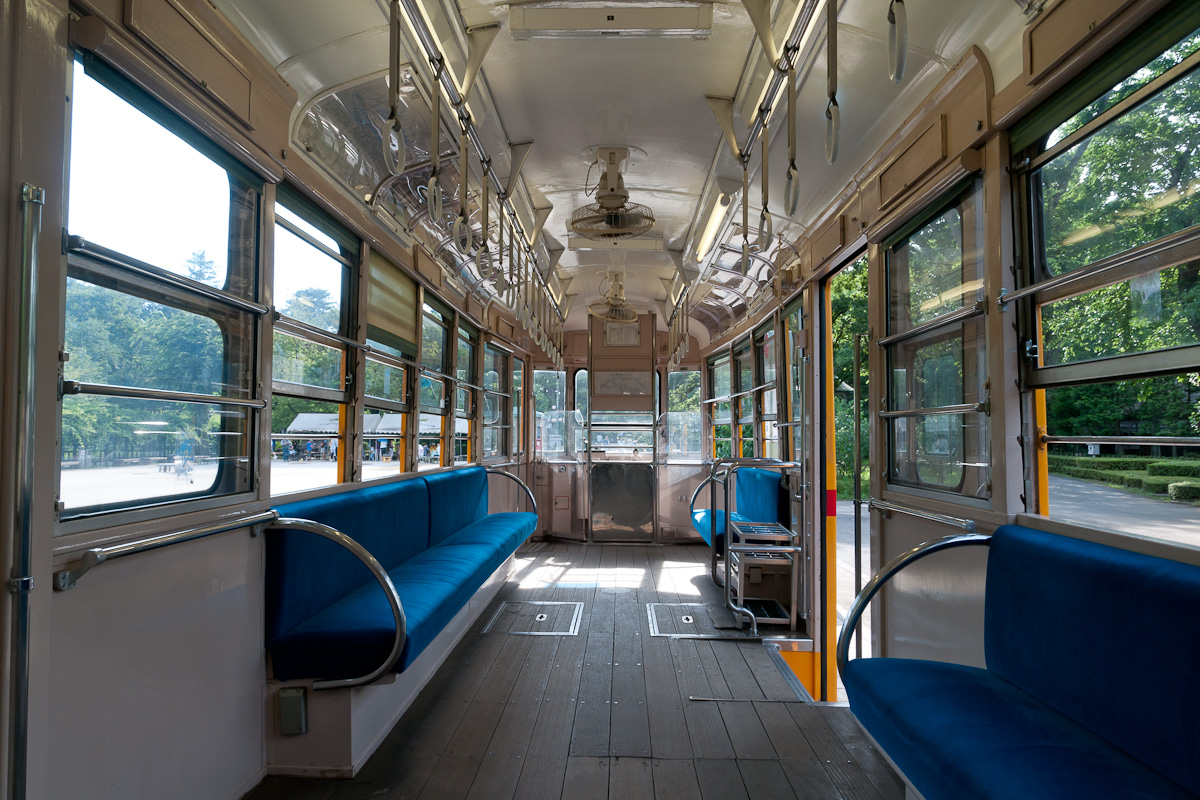
製造時の車内
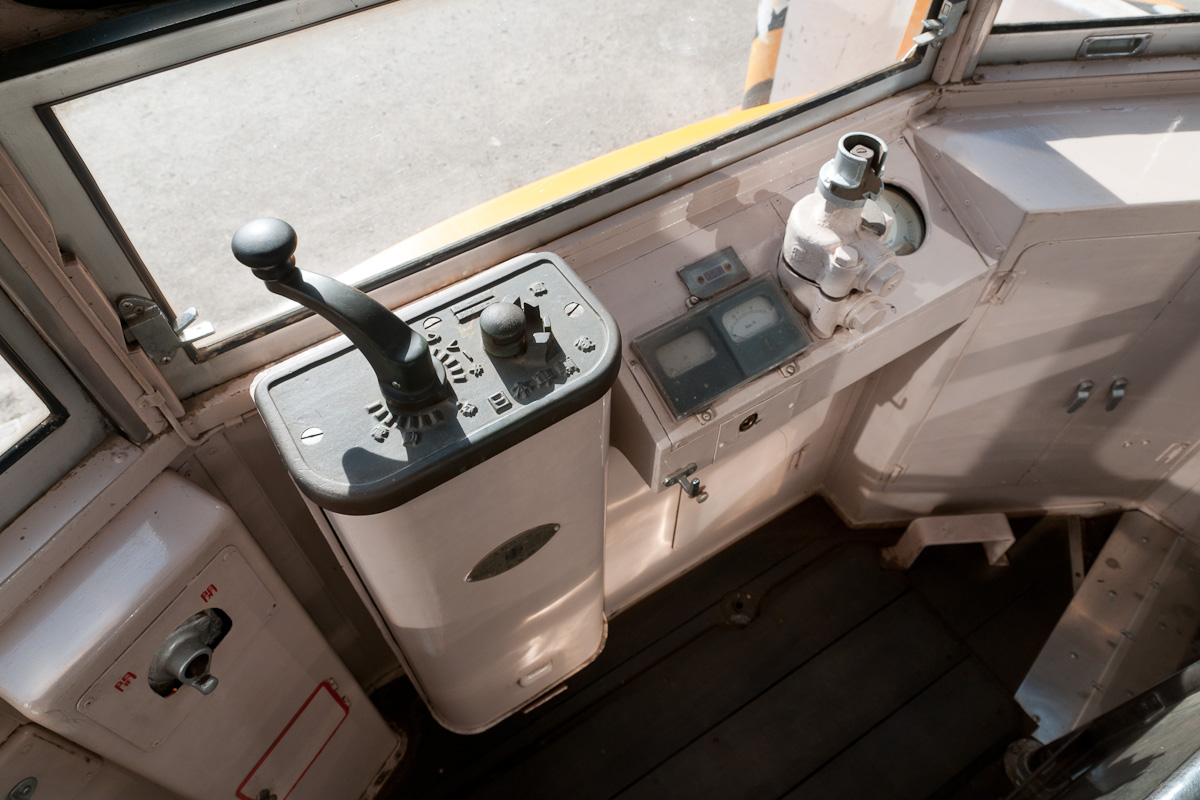
製造時の運転台
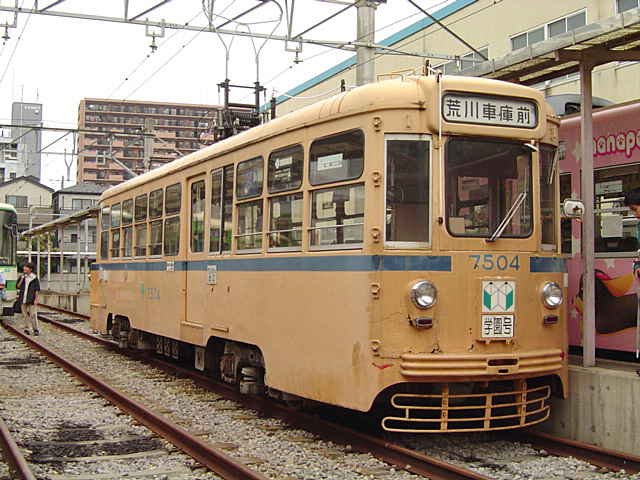
廃車後の7504「学園号」（2005年）
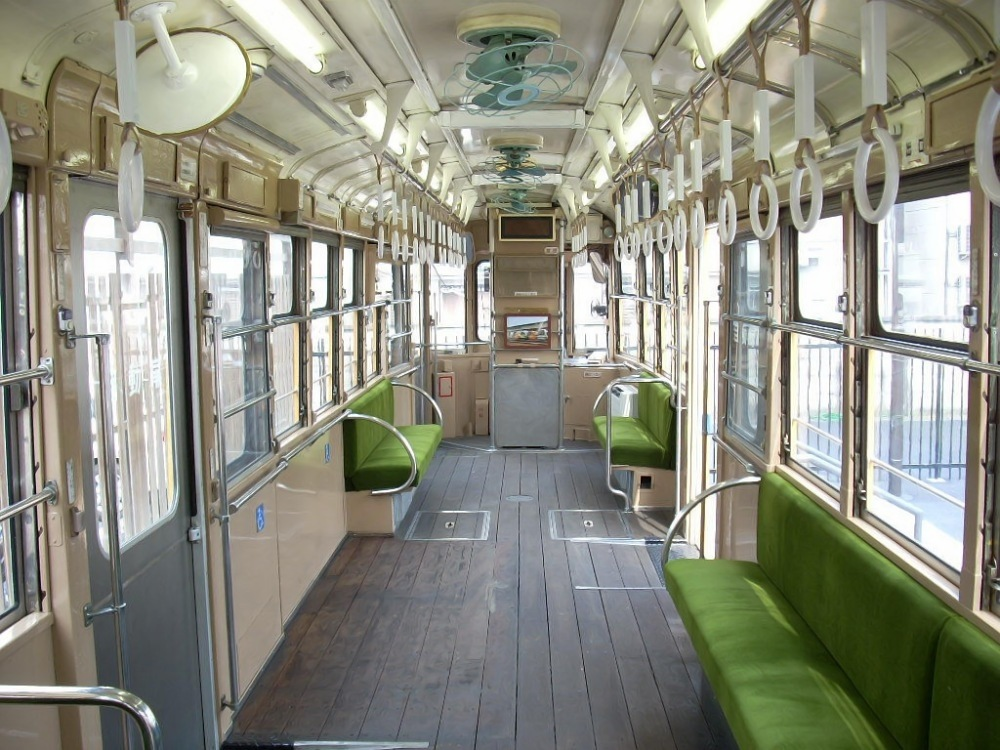
ワンマン化改造後の車内 （2006年6月10日、荒川電車営業所）
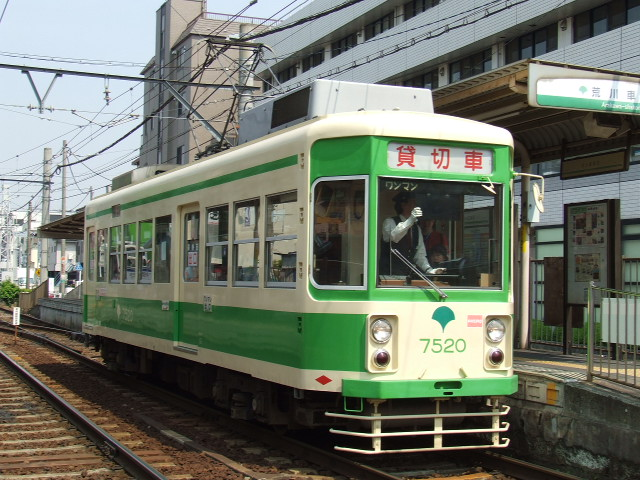
新車体の前面 - 側面 （2007年5月23日、荒川車庫前）
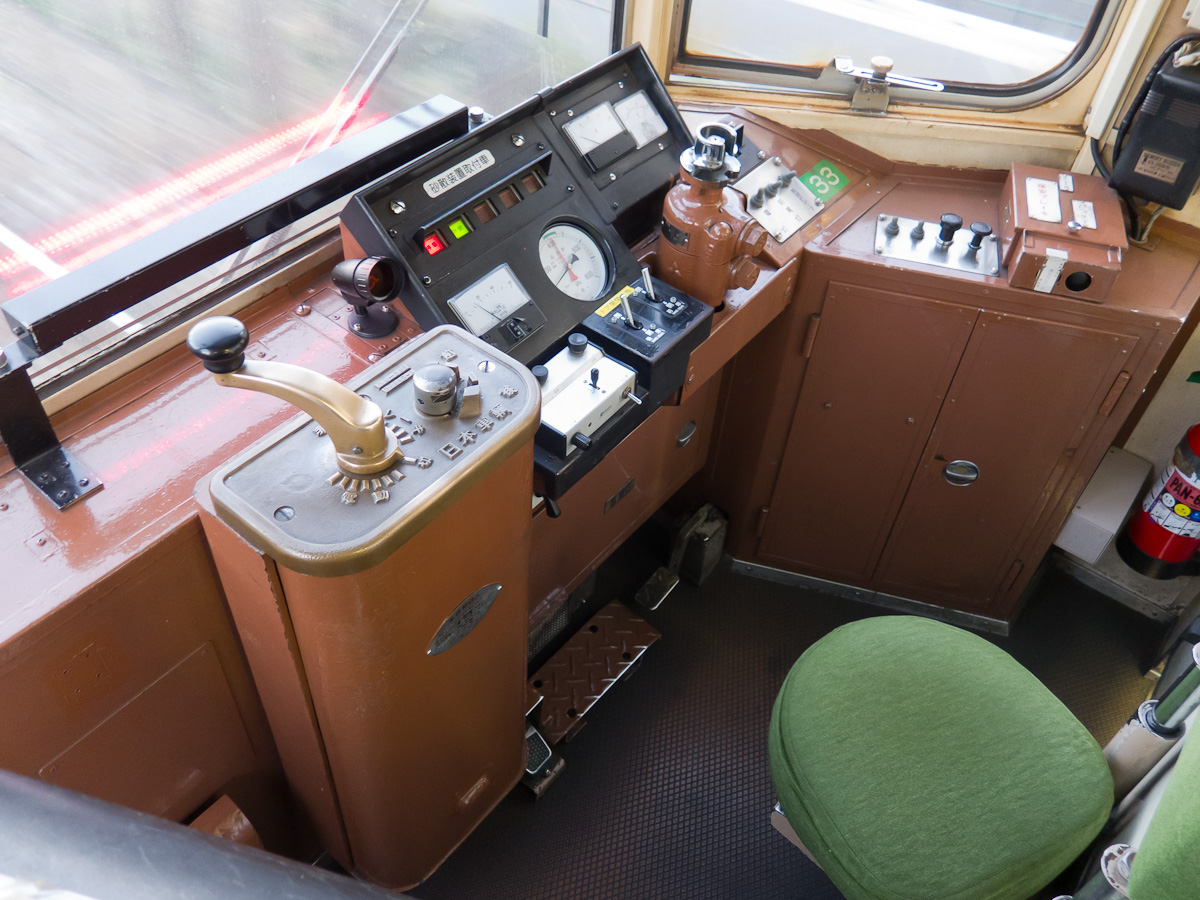
新車体の運転台 機器が大幅に増加している
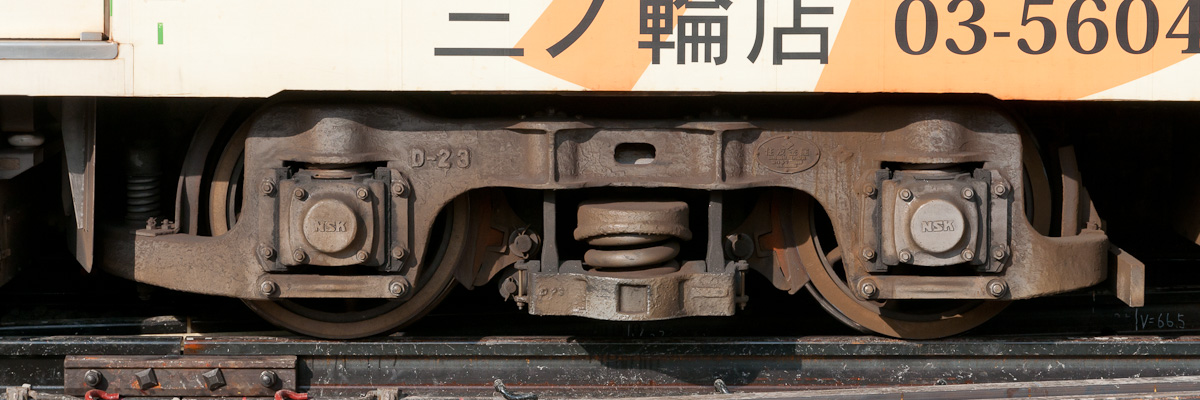
台車(D-23/FS80) 写真は新車体のものだが、旧車体も同一である。
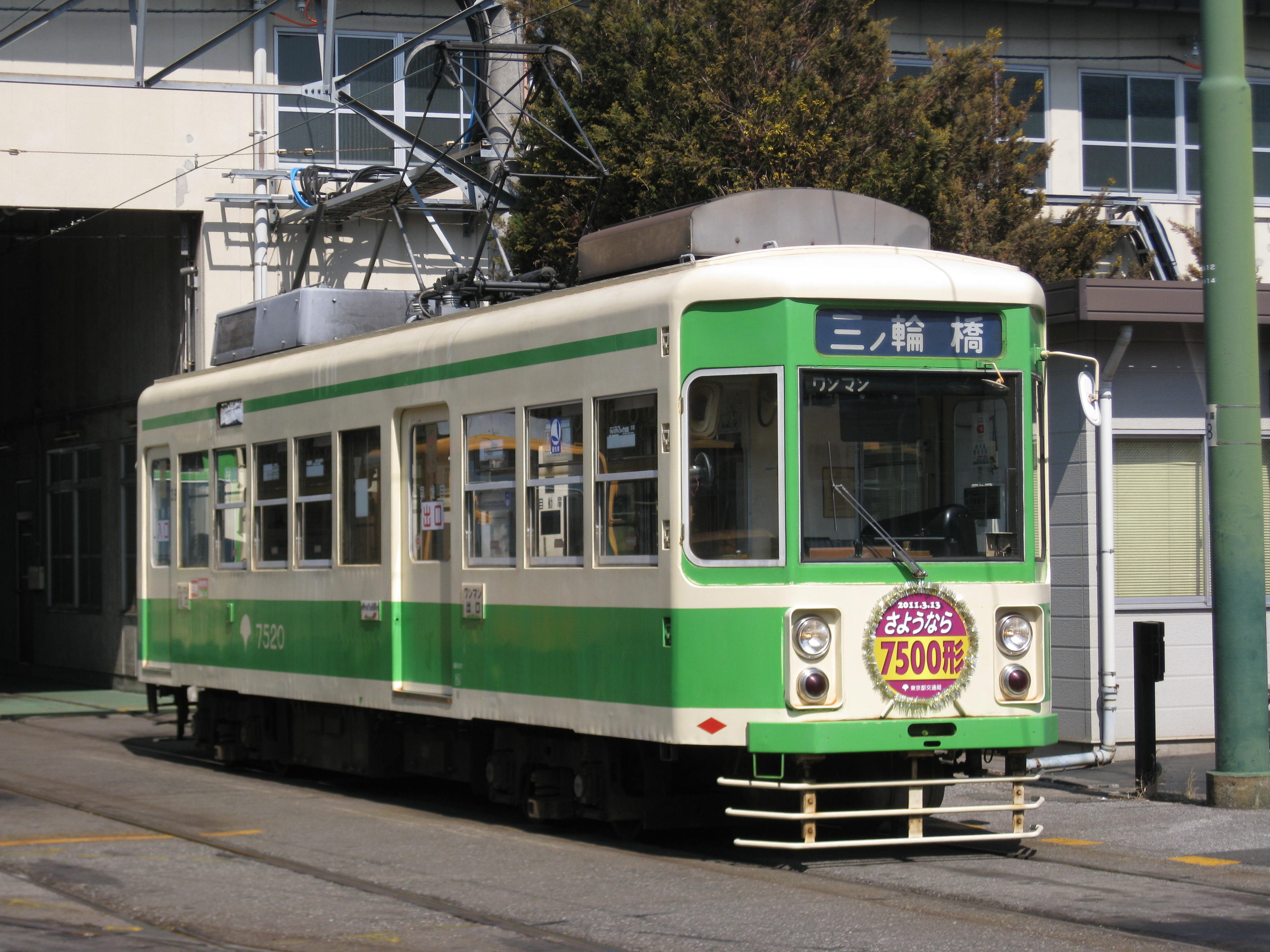
7500形引退イベント中止のため、代わりに既に廃車された7520が展示された。
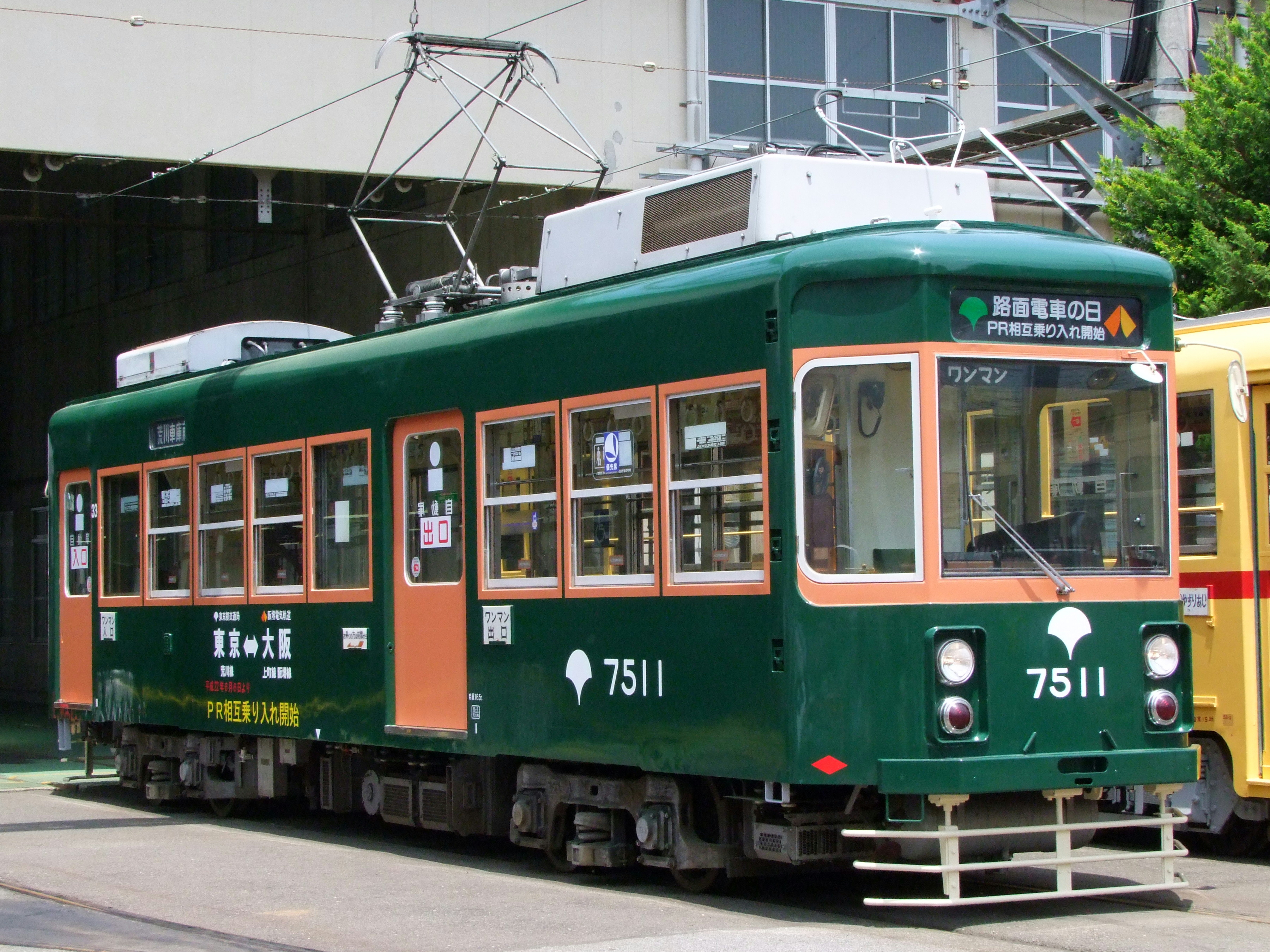
阪堺電気軌道の旧塗色を模した塗色となった7511。 方向幕は撮影用の特製デザイン。 （2010年6月6日、荒川電車営業所の公開時に撮影）

## 花100形
2011年（平成23年）に荒川線で運用されていた7500形のうち、7510を改造して登場した花電車用の車両。これは都営交通100周年記念として荒川線に花電車を運行する計画であることが発表されたためで、本格的な花電車の運行は1978年（昭和53年）の荒川線新装（ワンマン化）記念の花電車が運行されて以来で、この際に花電車の種車専用として改造・運用されてきた無蓋貨車の乙6000形は1981年（昭和56年）に全車が解体され現存しないため、専用車両として7510から改造された花100形が登場した。花100形は3月に荒川電車営業所に搬入され、6月から運行される予定だったが、こちらも東北地方太平洋沖地震（東日本大震災）の影響で延期。なお、改造途中の花100が6月12日の路面電車の日記念イベントに展示された。
2011年10月1日、10日、16日、23日、30日の5日間にわたって運行を行った。しかし、2018年10月をもって引退、同年12月に解体のため搬出された。

## 保存車
動態保存的な存在だった7504以外も数両が都内各地に静態保存されている。
| 画像         | 番号            | 所在地                           | 備考 |
| ------------ | --------------- | -------------------------------- | --- |
|              | 7506 （更新）   | 台東区池之端「池之端児童遊園」   | 更新7500形最初の除籍車であり展示に合わせて、方向幕は白地に黒文字で「池之端児童遊園」と表記されたものが掲出されている。公園はかつて都電の池之端二丁目停留場（旧称：池之端七軒町）があった場所である。保存用のレールはかつて荒川線で実際に使用されていたものを用いている。車体はきれいだが、下回りの再塗装などは施されていない。                                                                                   |
|              | 7508（改造）    | 板橋区板橋交通公園               | 周囲を柵で囲い、開放時間を限定するなどして配慮されている他、塗装、幕の修理など定期的に整備はなされている。 |
|              | 7514            | 江戸東京たてもの園               | 20年近くの間荒川車庫で静態保存されていた。その後、1999年に整備の上、同園の展示物として静態保存されている。車内に電源が引き込まれており、日没の早い冬の夕方には車内や方向幕に照明が点灯する姿を見ることができる。この時に前面の系統表示枠内に同園のキャラクター「えどまる」の絵が入れられ、車内広告枠を利用して歴史解説がなされるようになった。ワンマン化されなかったため、7504よりも製造時の原形をとどめている。 |
| 保存後に解体 |                 |                                  | |
|              | 7502 （改造）   | 大田区萩中公園内「ガラクタ公園」 | 保存後に塗装が白帯に変更されたものの、車体の荒廃が著しかったため2006年に撤去された。その後公園の再整備が行われ、2013年には同地に7000形7008が保存されている。 |
|              | 7512 （旧車体） | 国立市幼稚園                     | 園舎改築に伴い撤去されている。 |

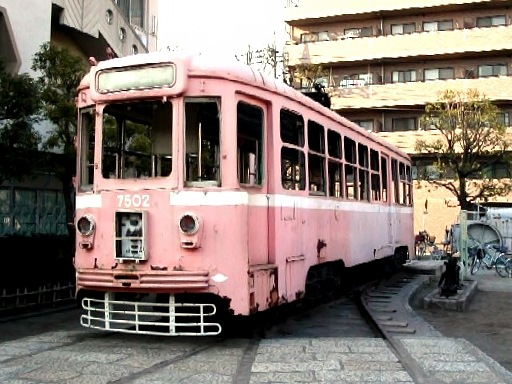
7502号 （2002年）
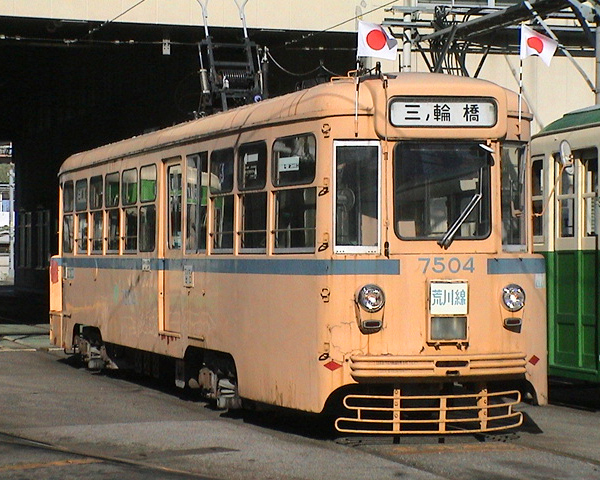
荒川車庫に留置中の修繕前の7504号 （2003年1月25日）
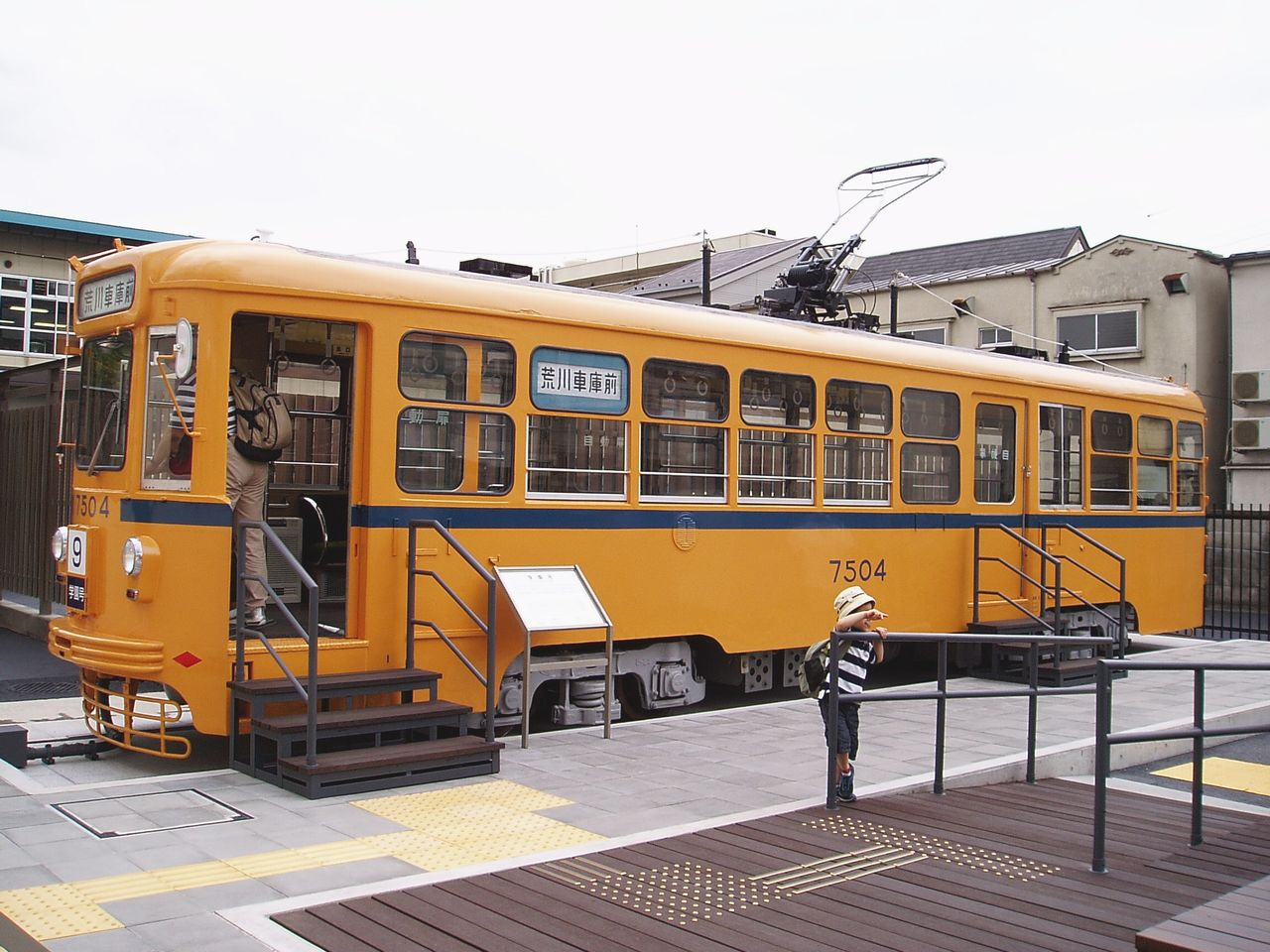
「都電おもいで広場」保存後の7504号 （2007年6月9日）
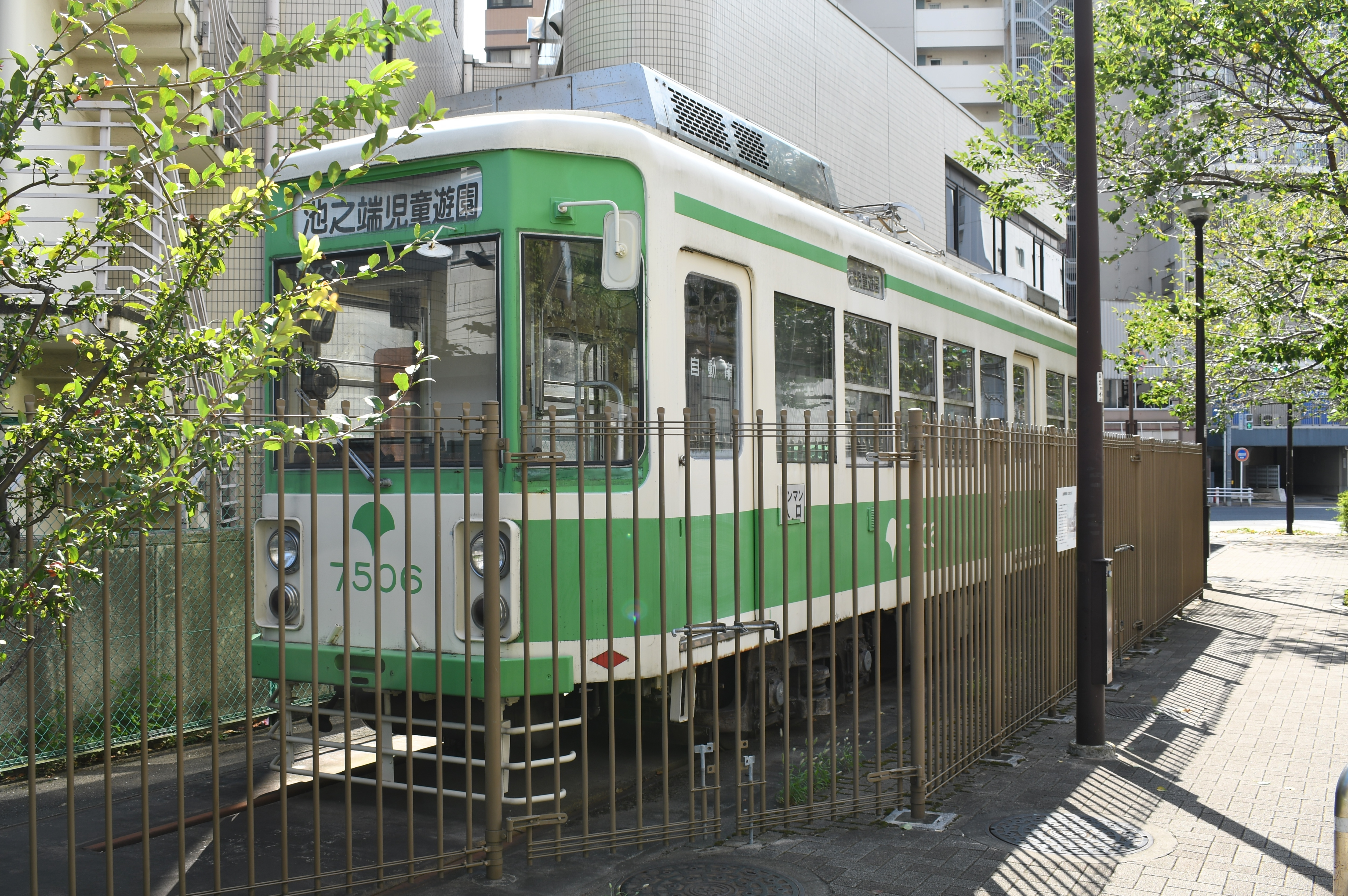
「池之端児童遊園」に保存された7506号 （2024年8月24日）
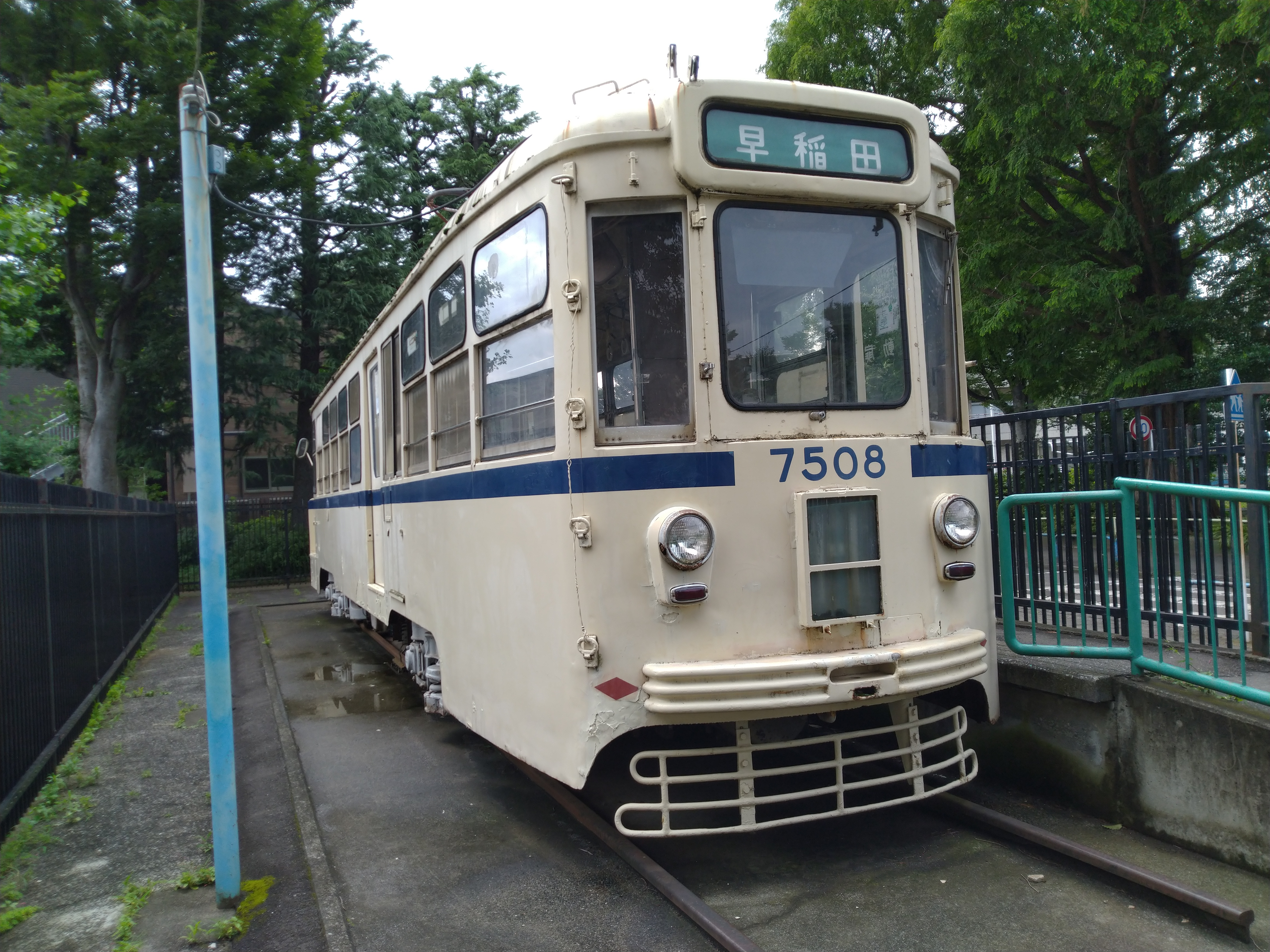
7508号（2020年）
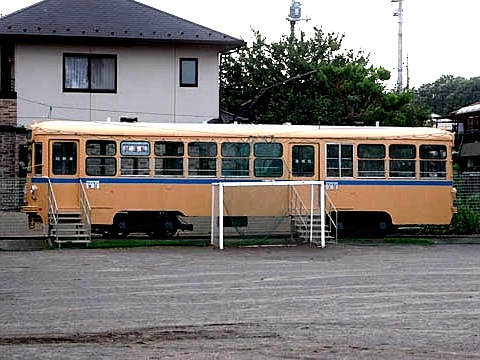
7512号 （車体のみ、2007年）
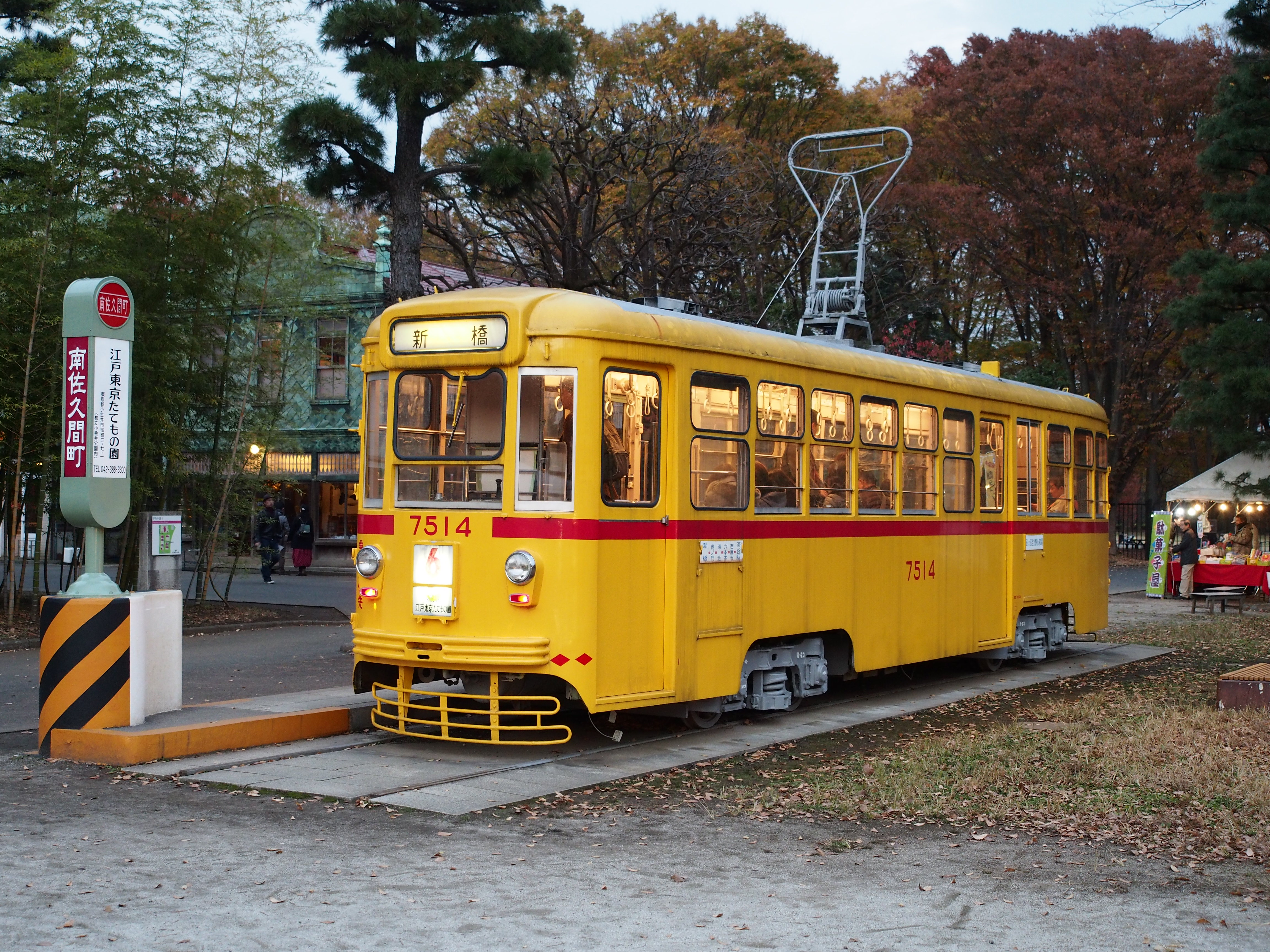
7514号（2017年）

## その他

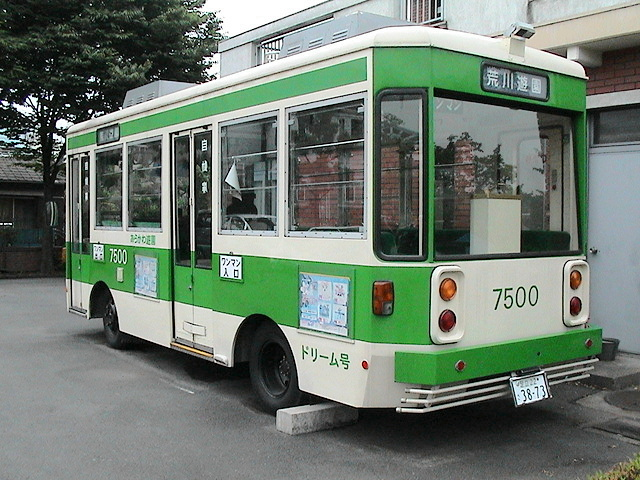
7500形を模したバス（2003年6月15日）。

- かつて、沿線のあらかわ遊園には本形式を模したバス「ドリーム号」が存在した。無料送迎バスとして1991年4月27日に運行を開始、あらかわ遊園と南千住駅・日暮里駅を結んでいた。このバスのベース車は小型トラックのいすゞ・エルフ（U-NPR66LVN）で、定員20名の車体は浅草武シート（現・タケクラフトコーポレーション）製である。
- 1977年制作のNHKドラマ『男たちの旅路 シルバーシート』の撮影に、荒川車庫と7514が使用されている。
- 2004年発売のモーニング娘。「女子かしまし物語」のPV撮影に、本形式の7507が使用されている。
- 7515は2007年頃から「史絵鉄号」として運用しており、2位側（冷房装置のない側の車端）の東京都のシンボルマークの色が青で上部に「史絵鉄号」の黄色い文字が記載されていた。